# Anita Harding
Pour les articles homonymes, voir Harding.
Anita Elizabeth Harding, née le 17 septembre 1952 et morte le 11 septembre 1995 est une neurologue britannique d'origine irlandaise. Elle est professeur de Neurologie Clinique à l'Institut de Neurologie de l'université de Londres. Elle est connue pour la découverte, avec Ian Holt et John Morgan-Hughes de la première mutation de l'ADN mitochondrial dans une maladie humaine et du concept d'hétéroplasmie tissulaire de l'ADN mitochondrial mutant. Cette découverte est publiée dans Nature en 1986.

## Biographie
Née en Irlande, elle fait ses études à l'École secondaire pour jeunes-filles King Edward VI de Birmingham (King Edward VI High School for Girls, Birmingham (en)) et à l'école de médecine du Royal Free Hospital, où elle obtient son diplôme en 1975. Deux ans plus tard, elle épouse le professeur de neurologie P. K. Thomas.
Elle meurt d'un cancer colorectal, six jours avant son 43e anniversaire et peu de temps avant de devenir la titulaire officielle de la Chaire de Neurologie Clinique à l'Institut de Neurologie de Queen Square, à Londres. En apprenant le diagnostic de sa maladie en phase terminale, elle aurait déclaré : « au moins je n'aurai pas à acheter Windows 95 ».
En 1995, elle se voit décerner à titre posthume la médaille de  l' Association des Neurologues Britanniques  pour sa contribution aux progrès des connaissances en neurologie.

## Travaux
Anita Harding a fait plusieurs contributions majeures en neurogénétique. Les principales sont  :
- Classification des neuropathies périphériques et des ataxies héréditaires
- Identification de la première mutation de l'ADN mitochondrial dans une maladie humaine (Kearns-Sayre)
- Identification des répétitions de trinucléotides dans  les maladies neurodégénératives (maladie de Huntington).

Elle est également très prolifique en génétique des populations sur la distribution ethnique des maladies. Elle a publié plus de 200 articles et édité 3 livres.